# سيمون كولتون
سيمون كولتون (بالإنجليزية: Simon Colton)‏ هو عالم حاسوب بريطاني، ولد في 1973.